# SAML 2.0
安全断言标记语言 2.0 (SAML 2.0) 作为 SAML 的最新标准， 用来在安全域中交换身份验证（Authentication）数据和 授权（Authorization）数据。SAML 2.0基于XML协议，使用包含断言（Assertions）的安全令牌在SAML授权方（即身份提供者，Identity_provider，缩写为IdP）和SAML消费方（即服务提供者，Service Provider，缩写为SP）之间传递委托人（通常是一个终端用户）的信息。SAML 2.0 可以实现基于网络跨域的单点登录(SSO)， 以便于减少向一个用户分发多个身份验证令牌的管理开销。
SAML 2.0在2005年三月正式代替SAML 1.1成为OASIS标准。SAML 2.0的关键特征在官方文档SAMLCore, SAMLBind,SAMLProf和SAMLMeta中有详细地记载。
来自超过24个公司及团体的大约30人参与了SAML 2.0的创建。尤其是，自由联盟将身份联合框架规范（ID-FF）贡献给OASIS，后者成为了SAML 2.0规范的基础。 因此，SAML 2.0实际上是SAML 1.1, Liberty ID-FF 1.2（页面存档备份，存于）和Shibboleth 1.3三种协议的融合。

## SAML 2.0断言
断言是一个包含了由SAML授权方提供的0到多个声明（statement）的信息包。SAML断言通常围绕一个主题生成。该主题使用<Subject>声明。SAML 2.0规范定义了三种断言声明并且每一种都和一个主题相关。详细信息如下：
- 身份验证（Authentication）断言：该断言的主题是在某个时间通过某种方式被认证。
- 属性（Attribute）断言：该断言的主题和某种属性相关联。
- 授权决策（Authorization Decision）断言：该断言的主题被允许或者被禁止访问某个资源。

一种非常重要的SAML断言类型叫做“Bearer Assertion”。它主要是用来实现Web浏览器的单点登录。下面是一个短期Bearer断言的例子。一个IdP（https://idp.example.org/SAML2）发布了一个短期Bearer断言到一个SP（https://sp.example.com/SAML2）。该断言包括一个身份验证断言<saml:AuthnStatement>和一个属性断言<saml:AttributeStatement>。SP将使用该属性断言实现访问控制。前缀saml:代表SAML 2.0断言的命名空间。

### SAML断言举例
```
<saml:Assertion

   
xmlns:saml=
"urn:oasis:names:tc:SAML:2.0:assertion"

   
xmlns:xs=
"http://www.w3.org/2001/XMLSchema"

   
xmlns:xsi=
"http://www.w3.org/2001/XMLSchema-instance"

   
ID=
"b07b804c-7c29-ea16-7300-4f3d6f7928ac"

   
Version=
"2.0"

   
IssueInstant=
"2004-12-05T09:22:05Z"
>

   
<saml:Issuer>
https://idp.example.org/SAML2
</saml:Issuer>

   
<ds:Signature

     
xmlns:ds=
"http://www.w3.org/2000/09/xmldsig#"
>
...
</ds:Signature>

   
<saml:Subject>

     
<saml:NameID

       
Format=
"urn:oasis:names:tc:SAML:2.0:nameid-format:transient"
>

       
3f7b3dcf-1674-4ecd-92c8-1544f346baf8

     
</saml:NameID>

     
<saml:SubjectConfirmation

       
Method=
"urn:oasis:names:tc:SAML:2.0:cm:bearer"
>

       
<saml:SubjectConfirmationData

         
InResponseTo=
"aaf23196-1773-2113-474a-fe114412ab72"

         
Recipient=
"https://sp.example.com/SAML2/SSO/POST"

         
NotOnOrAfter=
"2004-12-05T09:27:05Z"
/>

     
</saml:SubjectConfirmation>

   
</saml:Subject>

   
<saml:Conditions

     
NotBefore=
"2004-12-05T09:17:05Z"

     
NotOnOrAfter=
"2004-12-05T09:27:05Z"
>

     
<saml:AudienceRestriction>

       
<saml:Audience>
https://sp.example.com/SAML2
</saml:Audience>

     
</saml:AudienceRestriction>

   
</saml:Conditions>

   
<saml:AuthnStatement

     
AuthnInstant=
"2004-12-05T09:22:00Z"

     
SessionIndex=
"b07b804c-7c29-ea16-7300-4f3d6f7928ac"
>

     
<saml:AuthnContext>

       
<saml:AuthnContextClassRef>

         
urn:oasis:names:tc:SAML:2.0:ac:classes:PasswordProtectedTransport

       
</saml:AuthnContextClassRef>

     
</saml:AuthnContext>

   
</saml:AuthnStatement>

   
<saml:AttributeStatement>

     
<saml:Attribute

       
xmlns:x500=
"urn:oasis:names:tc:SAML:2.0:profiles:attribute:X500"

       
x500:Encoding=
"LDAP"

       
NameFormat=
"urn:oasis:names:tc:SAML:2.0:attrname-format:uri"

       
Name=
"urn:oid:1.3.6.1.4.1.5923.1.1.1.1"

       
FriendlyName=
"eduPersonAffiliation"
>

       
<saml:AttributeValue

         
xsi:type=
"xs:string"
>
member
</saml:AttributeValue>

       
<saml:AttributeValue

         
xsi:type=
"xs:string"
>
staff
</saml:AttributeValue>

     
</saml:Attribute>

   
</saml:AttributeStatement>

 
</saml:Assertion>

```